# فريدي إبراهيم
فريدي إبراهيم (مواليد 14 أكتوبر 1996) هو لاعب كرة سلة أردني - كندي يلعب في مركز لاعب هجوم خلفي في النادي الأهلي الأردني.